# Oměj moldavský
Oměj moldavský (Aconitum moldavicum) je druh rostliny z čeledi pryskyřníkovité (Ranunculaceae).

## Popis
Jedná se asi o 50–120 cm vysokou vytrvalou rostlinu s podzemním vícehlavým oddenkem. Lodyha je většinou přímá, v květenství kadeřavě pýřitá. Listy jsou střídavé, dolní dlouze řapíkaté, horní až přisedlé. Čepele jsou v obrysu mnohoúhelníkovité, dlanitě členěné, pětidílné (zřídka až sedmi), na rubu lysé nebo pouze na okraji a žilnatině trochu pýřité. Květy jsou zpravidla modrofialové až červenofialové barvy, a jsou uspořádány do květenství, hroznu někdy dole i postranní hrozen, na bázi květních stopek s listeny, na květních stopkách jsou listénce. Okvětních lístků je 5, horní tvoří přilbu, která je válcovitá, nafouklá a mírně zakřivená, Okvětní lístky nevytrvávají i za plodu. Kvete v červenci až v srpnu. Uvnitř jsou dva kornoutovité nektariové lístky, na vrcholu nesou nektária. Tyčinek je mnoho. Semeníky jsou většinou 3. Plodem je měchýřek, měchýřky jsou uspořádány do souplodí. Počet chromozómů je 2n=16.

## Rozšíření
Jedná se o endemit Karpat. V České republice neroste, ale najdeme ho už na Slovensku od Povážského Inovce na východ, dále se vyskytuje i v ukrajinských a rumunských Karpatech.

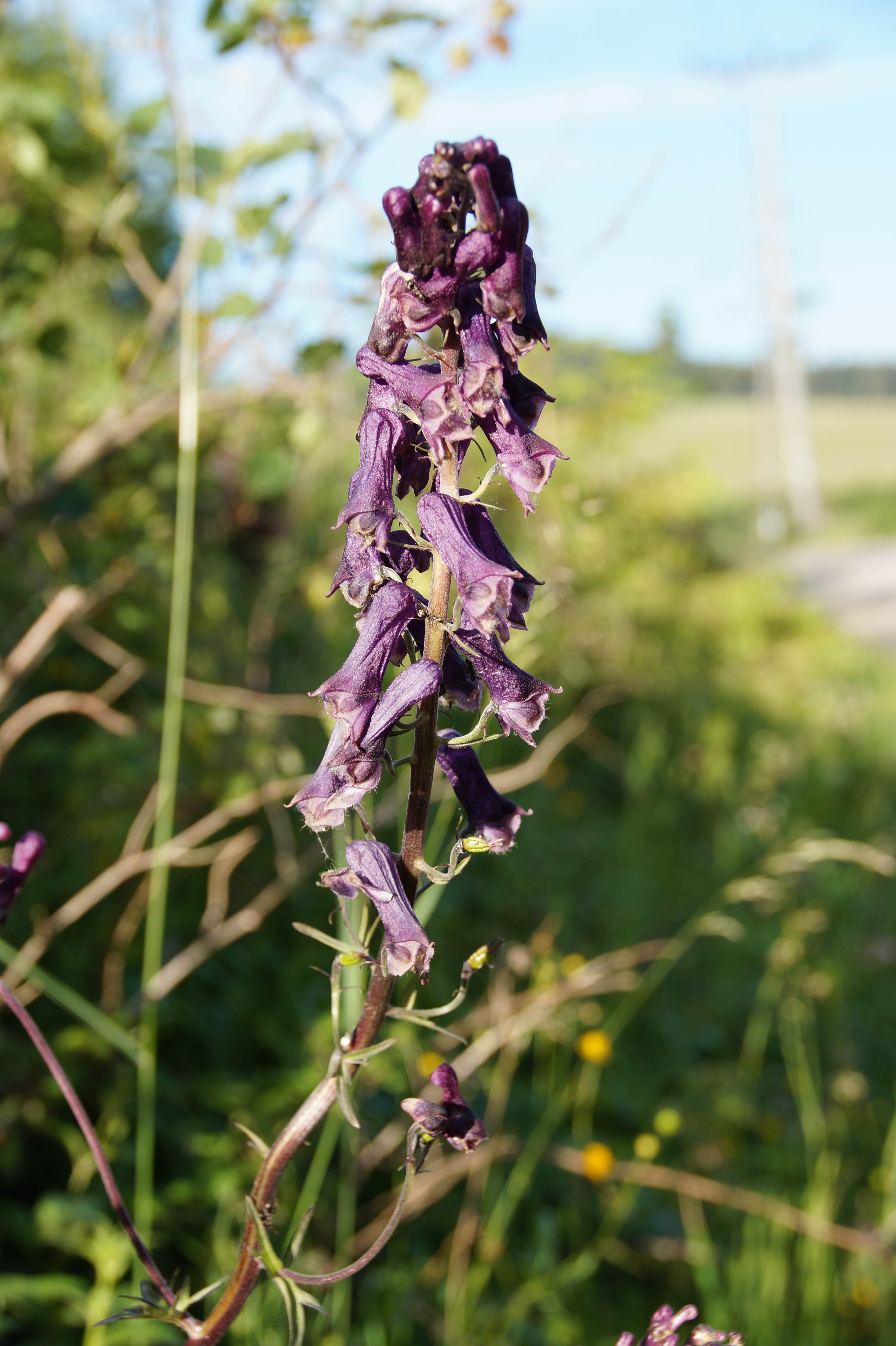
Oměj moldavský v přírodní rezervaci Baba, Kozí chrbty, Slovensko.